# NGC 5470
NGC 5470 is een spiraalvormig sterrenstelsel in het sterrenbeeld Maagd. Het hemelobject werd op 17 april 1830 ontdekt door de Britse astronoom John Herschel.

## Synoniemen
- UGC 9020
- MCG 1-36-19
- ZWG 46.50
- IRAS 14040+0615
- PGC 50317